# Pseudohalichondria
Pseudohalichondria is een geslacht van sponsdieren uit de klasse van de Demospongiae (gewone sponzen).

## Soorten
- Pseudohalichondria clavatancora (Topsent, 1927)
- Pseudohalichondria clavilobata Carter, 1886
- Pseudohalichondria fibrosa Whitelegge, 1901